# رومانسية منتصف الليل في هاجوون
رومانسية منتصف الليل في هاجوون (بالكورية: 졸업)؛ هو مسلسل تلفزيوني كوري جنوبي،بطولة جونغ ريو وون، وي ها جون، ويتناول المسلسل قصة رومانسية دافئة بين رجل وامرأة، وقصة علاقتهما خلال أيام الدراسة، وإعادة شملهما في مدرسة كمعلمين بالغين. عرض على قناة تي في إن في 11 مايو الى 30 يونيو 2024، تم بثه فترة ايام السبت والأحد الساعة 21:20 (KST).

## القصة
تتمحور الدراما حول قصة حب دافئة لمعلمة كانت تساعد طالبًا يُدعى لي جون هو (وي ها جون) في الحصول على القبول في إحدى الجامعات المرموقة، لي جونهو الذي يعود لاحقًا إلى المدرسة كمدرس مبتدئ بعد استقالته من شركة كبيرة لأنه ظل ثابتًا على حبه الأول، معلمته في المدرسة سيو هاي جين (جونج ريو وون).

## طاقم
- جونغ ريو-وون بدور سيو هاي-جين: معلمة ذات سيط تتمتع بخبرة 14 عامًا.[5]
- وي هاجون بدور لي جون-هو: محاضر جديد، يعود بعد 10 سنوات ويثير قلب وحياة سيو هاي-جين اليومية.[5]

## المشاهدات
| الموسم | الموسم | رقم الحلقة | رقم الحلقة | رقم الحلقة | رقم الحلقة | رقم الحلقة | رقم الحلقة | رقم الحلقة | رقم الحلقة | رقم الحلقة | رقم الحلقة | رقم الحلقة | رقم الحلقة | رقم الحلقة | رقم الحلقة | رقم الحلقة | رقم الحلقة | المتوسط |
| الموسم | الموسم | 1          | 2          | 3          | 4          | 5          | 6          | 7          | 8          | 9          | 10         | 11         | 12         | 13         | 14         | 15         | 16         | المتوسط |
| ------ | ------ | ---------- | ---------- | ---------- | ---------- | ---------- | ---------- | ---------- | ---------- | ---------- | ---------- | ---------- | ---------- | ---------- | ---------- | ---------- | ---------- | ------- |
|        | 1      | 1183       | 1269       | 675        | 1061       | 946        | 1278       | 930        | 1011       | 741        | 996        | 854        | 1054       | 802        | 1198       | 871        | 1456       | 1020    |

| الحلقات | تاريخ البث    | تقييمات (نيلسن كوريا) | تقييمات (نيلسن كوريا) |
| الحلقات | تاريخ البث    | على الصعيد الوطني     | سيئول                 |
| ------- | ------------- | --------------------- | --------------------- |
| 1       | 11 مايو 2024  | 5.169%                | 6.329%                |
| 2       | 12 مايو 2024  | 5.150%                | 5.492%                |
| 3       | 18 مايو 2024  | 3.010%                | 4.005%                |
| 4       | 19 مايو 2024  | 4.805%                | 6.052%                |
| 5       | 25 مايو 2024  | 4.231%                | 5.262%                |
| 6       | 26 مايو 2024  | 4.897%                | 5.749%                |
| 7       | 1 يونيو 2024  | 4.117%                | 5.248%                |
| 8       | 2 يونيو 2024  | 4.322%                | 5.434%                |
| 9       | 8 يونيو 2024  | 3.175%                | 3.676%                |
| 10      | 9 يونيو 2024  | 4.173%                | 4.957%                |
| 11      | 15 يونيو 2024 | 3.369%                | 4.309%                |
| 12      | 16 يونيو 2024 | 4.790%                | 5.950%                |
| 13      | 21 يونيو 2024 | 3.614%                | 4.553%                |
| 14      | 22 يونيو 2024 | 5.192%                | 6.306%                |
| 15      | 29 يونيو 2024 | 3.940%                | 4.476%                |
| 16      | 30 يوليو 2024 | 6.596%                | 7.442%                |
| متوسط   | متوسط         | 4.409%                | 5.328%                |

## الانتاج
المسلسل هو العمل الجديد للمخرج آهن بان-سيوك، الذي أخرج "شيء ما تحت المطر" (2018)، "ليلة ربيع واحدة" (2019) ومن كتابة عن بارك كيونغ هوا، ومن تخطيط قسم الترفية سي جاي اي ان ام وإنتاج بواسطة استوديو دراغون وجاي إس بيكتشرز. بدأ التصوير الرئيسي في أكتوبر 2023.

## روابط خارجية
- الموقع الرسمي
 (بالكورية)
- رومانسية منتصف الليل في هاجوان على موقع IMDb (الإنجليزية)
- رومانسية منتصف الليل في هاجوان على موقع قاعدة بيانات الفيلم (الإنجليزية)
- رومانسية منتصف الليل في هاجوون على هانسينما